# Antoine de Ruffi
Pour les articles homonymes, voir Ruffi.
Antoine de Ruffi né à Marseille le 20 juin 1607, décédé dans la même ville le 6 avril 1689, est un historien de Marseille.

## Biographie
Antoine de Ruffi né le 20 juin 1607 à Marseille et baptisé le 24 juin, est le fils de Pierre de Ruffi, qui participa à l'entrée du duc de Guise en 1618 comme capitaine du corps de ville et fut deuxième consul en 1636, et de Françoise Dubois. Il épousa le 7 avril 1631 Claire de Cipriani, fille de Jean-Paul de Cipriani, seigneur de Trébillane, et d'Honorade de Forbin. Sa femme mourut le 11 mai 1697 et fut enterrée au cimetière des Accoules à Marseille. Il fut conseiller à la sénéchaussée de Marseille (nomination du 3 janvier 1631). Il participa en 1652 à la préparation du fameux règlement du sort. Il est nommé conseiller d'État le 10 janvier 1654.
Il eut 10 enfants:
- Catherine née le 13 mars 1633, épouse de Louis de Vento fils de Louis et de Marguerite de Montolieu, et décédée le 4 août 1688. Louis de Vento fut premier consul de Marseille en 1655-1657[2].
- Thérèse née le 25 décembre 1634, morte à l'âge de 1 an.
- Honorade née le 14 avril 1636, morte à l'âge de 1 an.
- Pierre né le 12 mai 1642 et décédé le 17 novembre 1685.
- Marie née le 13 novembre 1645 et décédée le 22 octobre 1646.
- Claire née le 24 février 1647.
- Françoise née le 18 avril 1649.
- Robert-Fortuné né le 23 février 1652 épouse le 27 août 1690 Charlotte d'Arène. Il décède le 6 mars 1714.
- Joseph né et mort le 22 août 1656.
- Louis-Antoine né le 30 décembre 1657 et décédé le 26 mars 1724.

Réputé pour son intégrité, on raconte qu'il aurait remboursé un plaideur de ses propres deniers parce qu'il se reprochait d'avoir fait un rapport insuffisant et d'avoir été la cause de la perte du procès.
Grand érudit, il utilisa les papiers de son grand-père Robert Ruffi (1542-1634) secrétaire et confident de Charles de Casaulx et premier archivaire rémunéré de la ville de Marseille. Il publia plusieurs ouvrages historiques qui conservent encore leur valeur de nos jours car ils s'appuient sur des documents aujourd'hui disparus et dont les plus connus sont :
- Histoire de Marseille, 1642.
- Histoire des comtes de Provence de 934 à 1480, Aix, 1655.

Son fils Louis Antoine de Ruffi (1657-1724), réalisa une seconde édition très augmentée de l'histoire de Marseille réalisée par son père et a également écrit un ouvrage d'histoire locale : Origine des comtes de Provence, du Venaissin, de Forcalquier et des vicomtes de Marseille, 1712.
Antoine de Ruffi s'éteignit le 6 avril 1689 dans sa maison de la rue du Tapis-Vert à Marseille et fut enterré au cimetière des Accoules.

## Pour approfondir